# Eubrianax limbatithorax
Eubrianax limbatithorax là một loài bọ cánh cứng trong họ Psephenidae. Loài này được Pix miêu tả khoa học đầu tiên năm 1923.